# Industriekeramiker Anlagentechnik
Der Industriekeramiker Anlagentechnik ist ein staatlich anerkannter Ausbildungsberuf nach Berufsbildungsgesetz.

## Ausbildungsdauer und Struktur
Die Ausbildungsdauer zum Industriekeramiker Anlagentechnik beträgt in der Regel drei Jahre. Die Ausbildung erfolgt an den Lernorten Betrieb und Berufsschule.
Der Ausbildungsberuf ist in einer gemeinsamen Ausbildungsordnung mit drei weiteren Ausbildungsberufen verordnet:
- Industriekeramiker Dekorationstechnik
- Industriekeramiker Modelltechnik und
- Industriekeramiker Verfahrenstechnik.

Das erste Ausbildungsjahr ist in allen vier Ausbildungsberufen identisch. Im zweiten und dritten Ausbildungsjahr werden spezifische Qualifikationen vermittelt.

## Entstehungsgeschichte
Mit der Neuordnung der Ausbildungsberufe für die keramische Industrie wurden einige ältere Ausbildungsberufe aufgehoben und in die neuen Berufe integriert. So flossen die Inhalte des Industriekeramikers in der Fachrichtung Mechanik in den Industriekeramiker Anlagentechnik.
Der Industriekeramiker in der Fachrichtung Formgebung floss gemeinsam mit dem Kerammodelleinrichter in den Industriekeramiker Verfahrenstechnik und den Industriekeramiker Modelltechnik. In diesen Beruf flossen auch Inhalte des Kerammodelleurs mit ein.
Der Glas- und Kerammaler ging im Industriekeramiker Dekorationstechnik sowie im Glasveredler auf.

## Arbeitsgebiete
Industriekeramiker Anlagentechnik verarbeiten keramische Werkstoffe und stellen Porzellan, Bau- und Feuerfestkeramik, Gebrauchs- und Zierkeramik sowie Sanitärkeramik her. Sie bedienen Maschinen zur Aufbereitung, Formgebung und Veredelung keramischer Produkte. Weiterhin arbeiten sie auch an Trocknungs- und Brennanlagen. Sie halten die Maschinen instand, führen Wartungs- und Pflegearbeiten durch und beheben Fehler im Produktionsprozess. Sie sind auch in der Qualitätssicherung tätig, in dem sie ihre Arbeitsergebnisse unter Labor- und Produktionsbedingungen prüfen.

## Weiterbildungsmöglichkeiten
- Industriemeister Fachrichtung Keramik
- Techniker Fachrichtung Keramiktechnik
- Fachhochschule im Bereich Glas, Keramik und/oder Bindemittel